# La Face cachée du pétrole
La Face cachée du pétrole est un livre d'Éric Laurent paru aux éditions Pocket en 2007.

## Résumé
C'est l'histoire du XXe siècle du point de vue du pétrole et non plus idéologique, d'après les enquêtes et les rencontres d'acteurs politiques et de magnats du pétrole depuis ses débuts de reporter à l'année 2006. Il veut montrer les manipulations des compagnies pétrolières, anglaises puis américaines pour leurs enjeux mondiaux, depuis le début de l'ère du pétrole. Puis des mensonges sur le stock disponible des pays producteurs qui veulent aussi leur part du gâteau.
La Face cachée du pétrole est aussi un film documentaire de Patrick Barbéris, France, 2010, 2 x 55'